# Formica (Matty)

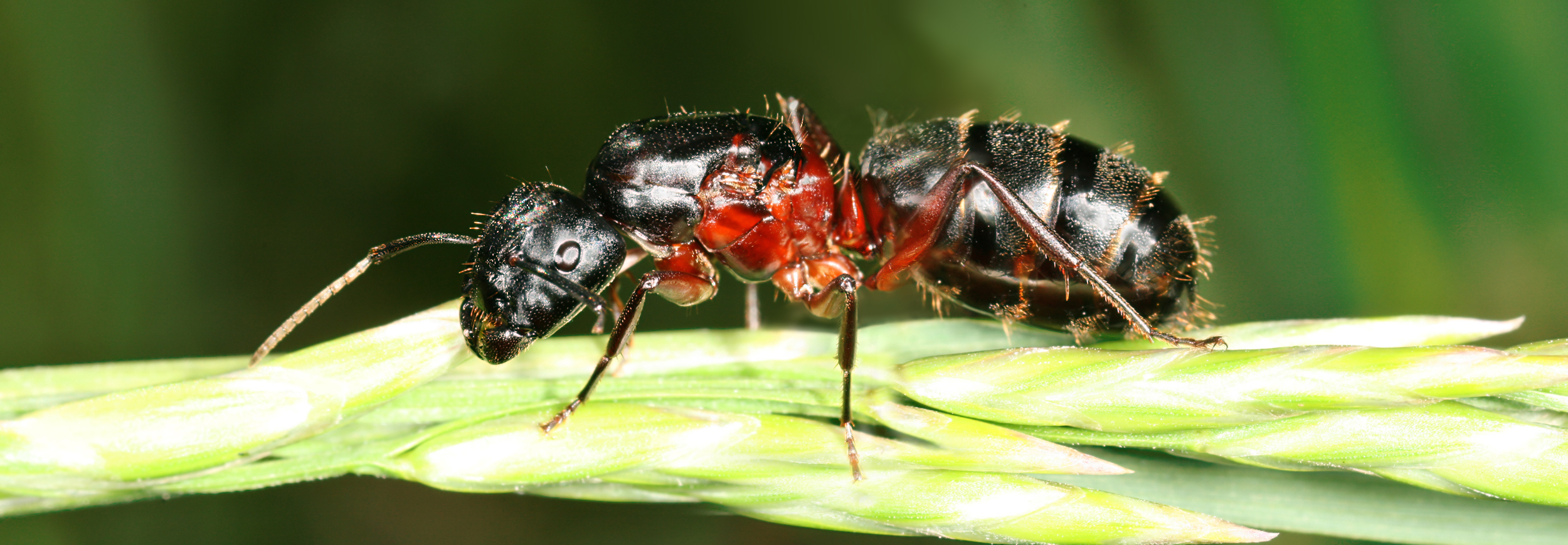
O "formică"

Formica este un personaj creat de celebrul caricaturist Matty Aslan.
Ciclul de desene animate Formica valorifică precizia și concizia desenului său satiric.

## Filmografie
- Formica (1973)
- Din nou Formica
- Formica tot Formica